# 78392 Dellinger
78392 Dellinger este un asteroid din centura principală de asteroizi.

## Descriere
78392 Dellinger este un asteroid din centura principală de asteroizi. A fost descoperit pe 9 august 2002 la Haleakala de Andrew Lowe. Asteroidul prezintă o orbită caracterizată de o semiaxă mare de 2,69 ua, o excentricitate de 0,04 și o înclinație de 2,3° în raport cu ecliptica.